# Qu Yun
Qu Yun (Hangzhou, 5 giugno 1978) è un'ex nuotatrice cinese.
Specializzata nella farfalla, ha partecipato alle Olimpiadi di Atlanta 1996.

## Palmarès
- Mondiali

Roma 1994: argento nei 100m farfalla e nei 200m farfalla.
- Giochi asiatici

Hiroshima 1994: argento nei 100m farfalla.